# Monte Horebe
Monte Horebe is een gemeente in de Braziliaanse deelstaat Paraíba. De gemeente telt 4.498 inwoners (schatting 2009).